# Yim Pil-sung
Dans ce nom coréen, le nom de famille, Yim, précède le nom personnel.
Yim Pil-sung ou Lim Pil-seong ou Im pil-seong (임필성) est un réalisateur, scénariste, producteur et acteur sud-coréen, né le 13 mai 1972.

## Biographie
Né le 13 mai 1972 en Corée du Sud, Yim Pil-sung commence sa carrière en tant que scénariste, producteur et réalisateur en commençant plusieurs courts-métrages dont Brushing (소년기, So-Nyun-Ghi) en 1997 et Baby (Beibi) en 1998. Ce dernier court-métrage est sélectionné à la Mostra de Venise et au Festival international du film de Karlovy Vary en 1999.
En juillet 2004, il tourne Antarctic Journal (남극일기, Namgeuk-ilgi) à l'est de Snow Farm à Queenstown en Nouvelle-Zélande. Ce film recevra un prix d'Orient Express au Festival international du film de Catalogne en octobre 2005.

## Filmographie

### Réalisation
- 1997 : The Souvenir (Ginyeompum)
- 1998 : Brushing (소년기, So-Nyun-Ghi) (court-métrage)
- 1999 : Baby (Beibi) (court-métrage)
- 2003 : Mobile
- 2005 : Antarctic Journal (남극일기, Namgeuk-ilgi)
- 2007 : Hansel et Gretel (헨젤과 그레텔, Henjelgwa Geuretel)
- 2009 : The Flower of Evil (악의 꽃, Akui Ggot
- 2010 : Super Nerds: No Pain No Gain (court-métrage)
- 2012 : Doomsday Book (인류멸망보고서, Inryu myeongmang bogoseo (Brave New World (멋진 신세계, Mutjin Sinsegye) et Happy Birthday (해피 버스데이, ?))
- 2014' : Scarlet Innocence (Madam Bbaengduk)

### Scénario
- 1997 : The Souvenir (Ginyeompum)
- 1998 : Brushing (소년기, So-Nyun-Ghi) (court-métrage)
- 1999 : Baby (Beibi) (court-métrage)
- 2003 : Mobile
- 2005 : Antarctic Journal (남극일기, Namgeuk-ilgi)
- 2007 : Hansel et Gretel (헨젤과 그레텔, Henjelgwa Geuretel)
- 2010 : Super Nerds: No Pain No Gain (court-métrage)
- 2012 : Doomsday Book (인류멸망보고서, Inryu myeongmang bogoseo (Brave New World (멋진 신세계, Mutjin Sinsegye) et Happy Birthday (해피 버스데이, ?))

### Production
- 1998 : Brushing (소년기, So-Nyun-Ghi) (court-métrage)
- 1999 : Baby (Beibi) (court-métrage)

### Acteur
- 2002 : No Blood No Tears (피도 눈물도 없이, Pi-do nunmul-do eobsi) de Ryu Seung-wan
- 2006 : The Host (괴물, Gwoemul) de Bong Joon-ho : Fat Guevara
- 2012 : Behind the Camera de[Qui ?]

## Distinctions

### Récompenses
- Prix spécial au Festival international de film fantastique de Puchon 2008 pour Hansel et Gretel
- Fantasporto 2009
  - Prix spécial du meilleur film fantastique pour Hansel et Gretel
  - Grand prix d'Orient Express pour Hansel et Gretel
- Prix du meilleur film étranger au FanTasia 2012 pour Doomsday Book
- Prix d'Orient Express au Festival international du film de Catalogne 2005 pour Antarctic Journal

### Nominations
- Gold Hugo au Festival international du film de Chicago 1999 pour le court-métrage So-Nyun-Ghi
- Grand Bell Awards 2005
  - Prix du meilleur réalisateur débutant
  - Prix du meilleur son
- Grand Prix au Festival international du film fantastique de Gérardmer 2009 pour Hansel et Gretel
- Prix du meilleur film au Festival européen du film fantastique de Strasbourg 2012 pour Doomsday Book
- Prix du meilleur film de science-fiction au Festival international After Dark de Toronto 2012 pour Doomsday Book
- Festival international du film de Catalogne
  - Prix du meilleur film pour Hansel et Gretel (2008)
  - Prix du meilleur film pour Doomsday Book (2012)